# Daniela Marzano
Pour les articles homonymes, voir Marzano (homonymie).
Daniela Porzio, née le 7 juin 1950 et morte le 2 octobre 2017 à Milan, est une joueuse de tennis italienne, des années 1970. À partir de 1971, elle est connue comme Daniela Porzio-Marzano ou Daniela Marzano à la suite de son mariage avec le joueur de tennis Pietro Marzano. Elle a notamment été la première entraîneur de Francesca Schiavone.
Elle a joué 29 matchs pour l'équipe d'Italie de Fed Cup et a notamment participé aux quarts de finale de l'édition 1975 contre l'Australie. Elle a aussi été championne d'Italie en 1976 et 1977 en simple et 1976, 1978 et 1981 en double.
Dans les tournois du Grand Chelem, elle a atteint les demi-finales en double du tournoi de Roland-Garros en 1978 avec Paula Smith.

## Palmarès

### Titre en simple dames
Aucun

### Finale en simple dames
Aucune

### Titre en double dames
Aucun

### Finale en double dames
Aucune

## Parcours dans les tournois duGrand Chelem

### En simple dames
| Année | Open d'Australie (janvier) | Open d'Australie (janvier) | Internationaux de France | Internationaux de France | Wimbledon      | Wimbledon       | US Open        | US Open   | Open d'Australie (décembre) | Open d'Australie (décembre) |
| ----- | -------------------------- | -------------------------- | ------------------------ | ------------------------ | -------------- | --------------- | -------------- | --------- | --------------------------- | --------------------------- |
| 1971  | -                          | -                          | 1er tour (1/32)          | Lesley Turner            | -              | -               | -              | -         | n/a                         | n/a                         |
| 1973  | -                          | -                          | 1er tour (1/32)          | Laura Rossouw            | -              | -               | -              | -         | n/a                         | n/a                         |
| 1975  | -                          | -                          | 1er tour (1/32)          | Mima Jaušovec            | -              | -               | -              | -         | n/a                         | n/a                         |
| 1976  | -                          | -                          | 2e tour (1/16)           | Helga Masthoff           | -              | -               | -              | -         | n/a                         | n/a                         |
| 1977  | 2e tour (1/8)              | Jan Wilton                 | -                        | -                        | -              | -               | -              | -         | -                           | -                           |
| 1979  | n/a                        | n/a                        | 1er tour (1/32)          | Kathy May                | 2e tour (1/32) | Marcella Mesker | 2e tour (1/32) | Kathy May | -                           | -                           |

À droite du résultat, l’ultime adversaire.

### En double dames
| Année | Open d'Australie (janvier) | Open d'Australie (janvier) | Internationaux de France    | Internationaux de France   | Wimbledon                   | Wimbledon              | US Open                    | US Open                   | Open d'Australie (décembre) | Open d'Australie (décembre) |
| ----- | -------------------------- | -------------------------- | --------------------------- | -------------------------- | --------------------------- | ---------------------- | -------------------------- | ------------------------- | --------------------------- | --------------------------- |
| 1971  | -                          | -                          | 2e tour (1/16) A. Nasuelli  | Nancy Richey K. Melville   | -                           | -                      | -                          | -                         | n/a                         | n/a                         |
| 1973  | -                          | -                          | -                           | -                          | 3e tour (1/8) Monica Giorgi | M. Smith Lesley Hunt   | -                          | -                         | n/a                         | n/a                         |
| 1975  | -                          | -                          | 2e tour (1/8) F. Guedy      | F. Bonicelli Mima Jaušovec | -                           | -                      | -                          | -                         | n/a                         | n/a                         |
| 1977  | 1/4 de finale Chris O'Neil | D. Fromholtz Helen Gourlay | 2e tour (1/8) Chris O'Neil  | Linky Boshoff Ilana Kloss  | -                           | -                      | -                          | -                         | -                           | -                           |
| 1978  | n/a                        | n/a                        | 1/2 finale Paula Smith      | Mima Jaušovec V. Ruzici    | -                           | -                      | -                          | -                         | -                           | -                           |
| 1979  | n/a                        | n/a                        | 1er tour (1/16) F. Thibault | Chris O'Neil Mimi Wikstedt | 1er tour (1/32) F. Thibault | Jo Durie Debbie Jevans | 3e tour (1/8) F. Thibault  | Diane Desfor B. Hallquist | -                           | -                           |
| 1980  | n/a                        | n/a                        | 2e tour (1/8) F. Thibault   | C. Reynolds Paula Smith    | -                           | -                      | 2e tour (1/16) F. Thibault | H. Mandlíková R. Tomanová | -                           | -                           |

Sous le résultat, la partenaire ; à droite, l’ultime équipe adverse.

### En double mixte
| Année | Open d'Australie | Open d'Australie | Internationaux de France  | Internationaux de France  | Wimbledon                     | Wimbledon                 | US Open | US Open |
| ----- | ---------------- | ---------------- | ------------------------- | ------------------------- | ----------------------------- | ------------------------- | ------- | ------- |
| 1971  | n/a              | n/a              | 2e tour (1/16) P. Marzano | W. Gilchrist F. Froehling | -                             | -                         | -       | -       |
| 1973  | n/a              | n/a              | -                         | -                         | 2e tour (1/32) Ezio di Matteo | Patti Hogan John McDonald | -       | -       |

Sous le résultat, le partenaire ; à droite, l’ultime équipe adverse.

## Parcours en Coupe de la Fédération
| #                                                                       | Date       | Lieu            | Surface                            | Gagnante(s)                        | Perdante(s)                         | Score         |          |
|                                                                         |            |                 |                                    |                                    |                                     |               |          |
| 1971 - 1er tour (groupe mondial) - Italie - États-Unis - 0 : 3          |            |                 |                                    |                                    |                                     |               |          |
| 1                                                                       | 26/12/1970 | Perth           | Herbe (ext.)                       | Sharon Walsh                       | Daniela Marzano                     | 3-6, 6-2, 6-2 | Parcours |
| 1                                                                       | 26/12/1970 | Perth           | Herbe (ext.)                       | Patti Hogan Sharon Walsh           | Anna-Maria Nasuelli Daniela Marzano | 6-2, 6-3      | Parcours |
|                                                                         |            |                 |                                    |                                    |                                     |               |          |
| 1973 - 1er tour (groupe mondial) - États-Unis - Italie - 3 : 0          |            |                 |                                    |                                    |                                     |               |          |
| 2                                                                       | 30/04/1973 | Bad Homburg     | Terre (ext.)                       | Patti Hogan Sharon Walsh           | Lucia Bassi Daniela Marzano         | 6-3, 3-6, 6-2 | Parcours |
|                                                                         |            |                 |                                    |                                    |                                     |               |          |
| 1974 - 1er tour (groupe mondial) - Italie - Belgique - 3 : 0            |            |                 |                                    |                                    |                                     |               |          |
| 3                                                                       | 13/05/1974 | Naples          | Terre (ext.)                       | Lucia Bassi Daniela Marzano        | Michèle Gurdal Monique Van Haver    | 17-15, 6-1    | Parcours |
|                                                                         |            |                 |                                    |                                    |                                     |               |          |
| 1974 - 2e tour (groupe mondial) - Italie - Israël - 3 : 0               |            |                 |                                    |                                    |                                     |               |          |
| 4                                                                       | 13/05/1974 | Naples          | Terre (ext.)                       | Lucia Bassi Daniela Marzano        | Paulina Peisachov Janine Strauss    | 6-2, 6-2      | Parcours |
|                                                                         |            |                 |                                    |                                    |                                     |               |          |
| 1975 - 1er tour (groupe mondial) - Brésil - Italie - 0 : 3              |            |                 |                                    |                                    |                                     |               |          |
| 5                                                                       | 05/05/1975 | Aix-en-Provence | Terre (ext.)                       | Daniela Marzano                    | Cristina Ribeiro                    | 6-0, 6-1      | Parcours |
|                                                                         |            |                 |                                    |                                    |                                     |               |          |
| 1975 - 2e tour (groupe mondial) - Italie - Roumanie - 2 : 1             |            |                 |                                    |                                    |                                     |               |          |
| 6                                                                       | 05/05/1975 | Aix-en-Provence | Terre (ext.)                       | Daniela Marzano                    | Florenta Mihai                      | 6-2, 6-1      | Parcours |
|                                                                         |            |                 |                                    |                                    |                                     |               |          |
| 1975 - 1/4 de finale (groupe mondial) - Italie - Australie - 0 : 3      |            |                 |                                    |                                    |                                     |               |          |
| 7                                                                       | 05/05/1975 | Aix-en-Provence | Terre (ext.)                       | Helen Gourlay                      | Daniela Marzano                     | 6-4, 6-3      | Parcours |
| 7                                                                       | 05/05/1975 | Aix-en-Provence | Terre (ext.)                       | Dianne Fromholtz Helen Gourlay     | Lucia Bassi Daniela Marzano         | 6-1, 7-9, 7-5 | Parcours |
|                                                                         |            |                 |                                    |                                    |                                     |               |          |
| 1976 - 1er tour (groupe mondial) - Luxembourg - Italie - 0 : 3          |            |                 |                                    |                                    |                                     |               |          |
| 8                                                                       | 22/08/1976 | Philadelphie    | Moquette (int.)                    | Daniela Marzano                    | Flore Wagner                        | 7-5, 6-0      | Parcours |
| 8                                                                       | 22/08/1976 | Philadelphie    | Moquette (int.)                    | Daniela Marzano Manuela Zoni       | Flore Wagner Simone Wolter          | 6-1, 6-2      | Parcours |
|                                                                         |            |                 |                                    |                                    |                                     |               |          |
| 1976 - 2e tour (groupe mondial) - Italie - Allemagne de l'Ouest - 0 : 3 |            |                 |                                    |                                    |                                     |               |          |
| 9                                                                       | 22/08/1976 | Philadelphie    | Moquette (int.)                    | Helga Masthoff                     | Daniela Marzano                     | 7-5, 6-4      | Parcours |
| 9                                                                       | 22/08/1976 | Philadelphie    | Moquette (int.)                    | Heidi Eisterlehner Helga Masthoff  | Daniela Marzano Manuela Zoni        | 6-4, 3-6, 6-1 | Parcours |
|                                                                         |            |                 |                                    |                                    |                                     |               |          |
| 1978 - 1er tour (groupe mondial) - Roumanie - Italie - 2 : 1            |            |                 |                                    |                                    |                                     |               |          |
| 10                                                                      | 27/11/1978 | Melbourne       |                                    | Daniela Marzano                    | Florenta Mihai                      | 6-3, 8-6      | Parcours |
| 10                                                                      | 27/11/1978 | Melbourne       | Virginia Ruzici Mariana Simionescu | Daniela Marzano Sabina Simmonds    | 6-4, 6-2                            |               | Parcours |
|                                                                         |            |                 |                                    |                                    |                                     |               |          |
| 1979 - 1er tour (groupe mondial) - Italie - Thaïlande - 3 : 0           |            |                 |                                    |                                    |                                     |               |          |
| 11                                                                      | 30/04/1979 | Madrid          | Terre (ext.)                       | Daniela Marzano                    | Chalada Wattana                     | 6-3, 6-1      | Parcours |
|                                                                         |            |                 |                                    |                                    |                                     |               |          |
| 1979 - 2e tour (groupe mondial) - France - Italie - 2 : 1               |            |                 |                                    |                                    |                                     |               |          |
| 12                                                                      | 30/04/1979 | Madrid          | Terre (ext.)                       | Daniela Marzano                    | Frederique Thibault                 | 6-4, 1-6, 6-2 | Parcours |
| 12                                                                      | 30/04/1979 | Madrid          | Terre (ext.)                       | Françoise Dürr Frederique Thibault | Daniela Marzano Sabina Simmonds     | 6-3, 7-5      | Parcours |
|                                                                         |            |                 |                                    |                                    |                                     |               |          |
| 1980 - 1er tour (groupe mondial) - Belgique - Italie - 0 : 3            |            |                 |                                    |                                    |                                     |               |          |
| 13                                                                      | 19/05/1980 | Berlin          | Terre (ext.)                       | Daniela Marzano                    | Monique Van Haver                   | 6-1, 6-2      | Parcours |
| 13                                                                      | 19/05/1980 | Berlin          | Terre (ext.)                       | Daniela Marzano Sabina Simmonds    | Michèle Gurdal Nicole Mabille       | 7-5, 7-5      | Parcours |
|                                                                         |            |                 |                                    |                                    |                                     |               |          |
| 1980 - 2e tour (groupe mondial) - Italie - URSS - 1 : 2                 |            |                 |                                    |                                    |                                     |               |          |
| 14                                                                      | 19/05/1980 | Berlin          | Terre (ext.)                       | Daniela Marzano                    | Olga Zaitseva                       | 6-3, 6-3      | Parcours |
| 14                                                                      | 19/05/1980 | Berlin          | Terre (ext.)                       | Julia Kashevarova Olga Zaitseva    | Daniela Marzano Sabina Simmonds     | 7-5, 3-6, 9-7 | Parcours |